# Largandoon
 (juin 2017).
Largandoon (Learga an Dúin en Irlandais) est un townland dans le Connacht dans le comté de Leitrim.